# Francisco Javier de la Torre

Francisco Javier de la Torre, Gobernador General de las Islas Filipinas con carácter interino durante el período comprendido entre los días 10 de febrero de 1764 y 6 de julio de 1765.
El 30 de enero de 1764, antes de la muerte del Gobernador General Arzobispo Manuel Rojo del Río y Vieyra, Simón de Anda y Salazar asumió el cargo de gobernador interino. El 16 de marzo de 1764, Francisco Javier de la Torre llegó a Marinduque a bordo de la  fragata española Santa Rosa, tras lo que el gobernador interino Anda le entrega formalmente el mando.

## Residencia
El primer acto oficial de la Torre fue a presidir el juicio de residencia de Anda. En esta investigación judicial se determinó que las finanzas de la colonia fueron fiel y honestamente administradas por Anda durante los años de la guerra.

## Mandato
Durante su breve mandato de un año, De la Torre procuró reparar en lo posible los daños que causó la guerra en el país, iniciando el trabajo de reconstrucción de un territorio devastado y ejerciendo todos los esfuerzos para hacer volver a la normalidad asuntos económicos y sociales.
Ocupa el cargo hasta la llegada en 1768 de su sucesor José Antonio Raón Gutiérrez que viene a Filipinas por el cabo de Buena Esperanza en la fragata de guerra Buen Consejo, coincidiendo con el viaje inaugural de esta vía de comunicación.